# Чемерис Роман Мар'янович
Роман Мар'янович Чемерис (нар. 25 січня 1956, с. Могильниця (нині Нова Могильниця) Теребовлянського району Тернопільської області) — український шахіст, тренер. Кандидат у майстри спорту СРСР. Майстер ФІДЕ (2007).

## Спортивні досягнення
- переможець чемпіонату республіканської ради «Колос» (1985, зі заочних шахів),
- чвертьфіналіст чемпіонатів Європи та світу (зі заочних шахів);
- переможець 5-го та 8-го всеукраїнських турнірів пам'яті Саломона Флора (м. Городенка Івано-Франківської області),
- переможець всеукраїнського турніру «Гуцульщина-94» (м. Коломия Івано-Франківської області),
- багаторазовий чемпіон і призер чемпіонатів Тернопільської області,
- 5 разів визнаний найкращим шахістом Тернопільської області.
- Тренер юнацької збірної України СТ «Колос» на командній першості ДЮСШ всесоюзного СТ «Урожай» СРСР у 1987 році в станиці Гіагінська.
- Тренер юнацької збірної всесоюзного СТ «Урожай» на командній першості шахових ДЮСШ СРСР в 1987 році в місті Самтредіа (Грузія).

## Життєпис
Закінчив Кременецьке педагогічне училище (1976), факультет романо-германської філології Чернівецького університету (1985, нині національний університет).
Працював учителем німецької мови ЗОШ у с. Коцюбинці Гусятинського району (1979—1983).
Від 1985 — на тренерській роботі: у філії Тернопільської ДЮСШ «Колос» у м. Теребовля, тренер команд — українського СТ «Колос», всесоюзного СТ «Урожай» (1985—1992). 1992—2001 — тренер-викладач Тернопільської ДЮСШ «Авангард».
Серед вихованців Чемериса — переможці та призери всеукраїнських й обласних чемпіонатів і турнірів.
Шаховий оглядач в обласних газетах "Ровесник", "Свобода".
Від 2001 — у Португалії, 1-й український тренер з шахів у Португалії. 1-й офіційний зарубіжний та український шаховий тренер в Анголі.
Виховав 8 переможців та 20 призерів чемпіонатів цієї країни серед різних вікових груп юнаків і юніорів.
У Португалії підготував 2 майстрів: міжнародного та національного, виховав 16 чемпіонів країни серед різних вікових груп юнаків і юніорів. Автор шахової книги “Aberturas para o Tomás”  [Архівовано 21 серпня 2018 у Wayback Machine.](2011).
Переможець міжнародних турнірів у Португалії: Aveiro (2001), Cucujães  [Архівовано 15 грудня 2017 у Wayback Machine.]– найдревніший турнір у Португалії - 2001, 2004, 2005, 2006; Цей турнір вигравав 3 роки підряд.
Ні один із майстрів цього рекорду до сьогодні не побив.
Переможець міжнародного турніру в місті Мондаріс  (2005, Іспанія).
Головний тренер збірної Анголи на юніорському чемпіонаті Африки 2014. Юніори Анголи показали блискучий результат: 5 із 6 місць в загальному заліку.

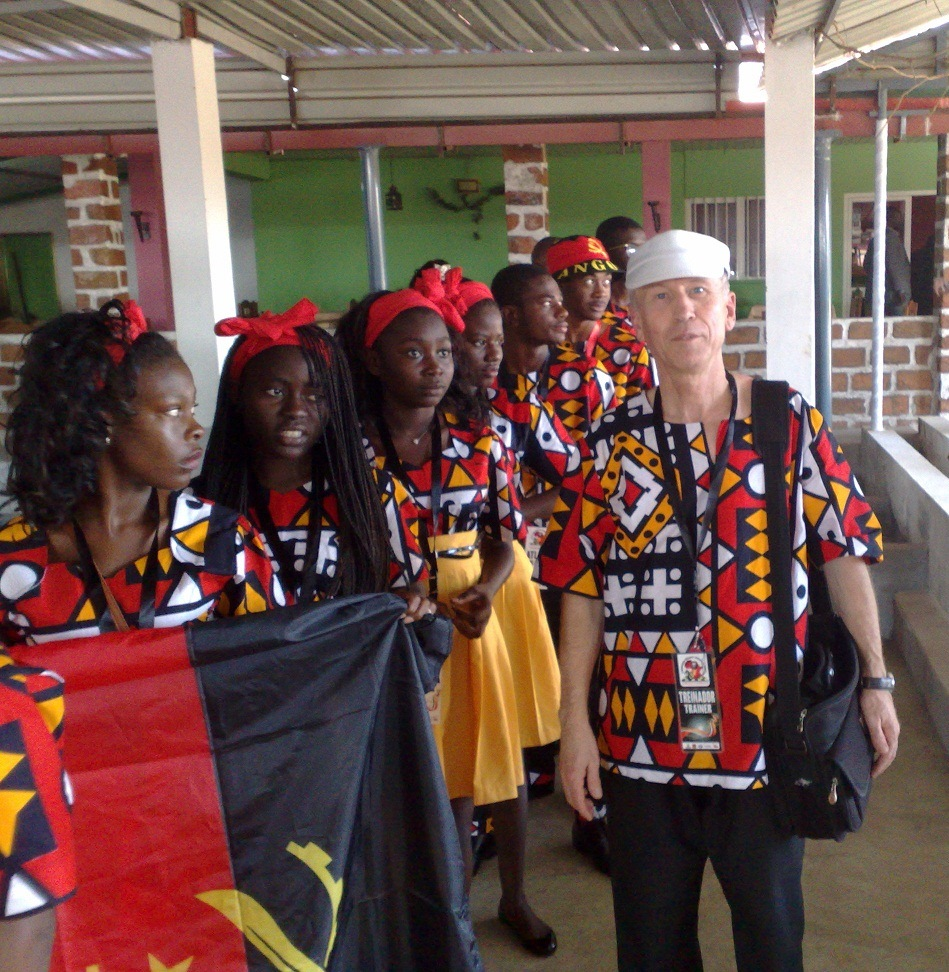
Молодiжна збiрна Анголи з тренером Романом Чемерисом на вiдкриттi чемпiонату Африки серед юнiорiв, 2014

В Анголі підготував 3 міжнародних майстрів і 1 майстра ФІДЕ (серед них 2 шахістів з нормою гросмейстера).  [Архівовано 29 листопада 2017 у Wayback Machine.]